# Внутрішньоутробна гіпоксія
Внутрішньоутро́бна гіпоксі́я (лат. hypoxia intrauterina, hypoxia prenatalis) — патологічний стан, який виникає, коли плід позбавлений необхідного запасу кисню для нормального розвитку та життєдіяльності. Внутрішньоутробна гіпоксія належить до групи найбільш поширених серед всіх перинатальних патологій і є однією з найчастіших причин перинатальних захворювань. Розрізняють хронічну форму і гостру, аж до асфіксії. Термін перинатальний (perinatalis) та, відповідно, перинатальна гіпоксія (hypoxia perinatalis) визначає ширші межі гіпоксії, від внутрішньоутробного розвитку плода з 28 тижня, до періоду пологів та 7 днів після народження дитини.

## Етіологія
Всі причини можна розділити на 4 групи. До перших трьох груп відносяться загальні причини виникнення внутрішньоутробної гіпоксії та асфіксії, до останньої групи відносяться тільки ті, які характерні для асфіксії. На розвиток внутрішньоутробної гіпоксії може впливати внутрішньоматкове обмеження росту.

### Патології з боку матері
- крововтрата — акушерські крововтрати: при передлежанні плода, розриві матки, відшаруванні плаценти; анемії (будь-якого походження); шокові стани.
- порушення гемодинаміки через вродженні або набуті вади серця.
- порушення газообміну через захворювання бронхо-легеневої системи.
- будь-які інтоксикації: побутові, промислові, ендогенні. Найбільшу увагу слід приділити тютюнопалінню під час вагітності.

Серед негативних ефектів окису вуглецю (чадний газ), який виділяється під час куріння — це індукування тканинної гіпоксії та плацентарної недостатності, що приводить до зменшення надходження крові від матки до плаценти, тим самим, зменшує надходження кисню до плода. Плацентарна недостатність в свою чергу може спричинити прееклампсію. Нікотин, будучи тератогеном, впливає на вегетативну нервову систему, що призводить до підвищення сприйнятливості до гіпокси-індукованого пошкодження мозку. Також куріння знижує кількість червоних кров'яних клітин, які відповідають за транспортування кисню.

### Патології пуповинного і матково-плацентарного кровообігу
- Колізії — патологія пуповини.
- Вузли пуповини.
- Притиснення пуповини під час пологів до кісток малого таза.
- Обвиття пуповиною плода.
- Розрив судин внаслідок оболонкового прикріплення.
- Переношена вагітність — відбуваються атрофічні зміни (старіння) плаценти.
- Відшарування плаценти.

### Патології з боку плода
- Різноманітні генетичні хвороби.
- Вродженні вади серця.
- Гемолітична хвороба новонароджених.
- Внутрішньоутробні інфекції.
- Різноманітні внутрішньоутробні травми плода.
- Інші аномалії розвитку плода.

### Інше
До четвертої групи належать причини характерні тільки для асфіксії — повна або часткова закупорка дихальних шляхів.

## Патогенез
Патогенез внутрішньоутробної гіпоксії складається з різноманітних патофізіологічних і біохімічних процесів. У відповідь на гіпоксичний стан, організм плода посилює вироблення кортикостероїдів, збільшується ОЦК та кількість еритроцитів у крові. При наростанні хронічної чи гострої гіпоксії активується анаеробний гліколіз. Централізується кровообіг, що призводить до зменшення периферичного кровообігу, таким чином організм намагається забезпечити потрібною кількістю кисню життєво важливі органи (мозок, серце), при цьому настає зменшення кровонаповнення нирок, кінцівок і кишечника (внаслідок чого виділяється меконій). Тобто це все можна назвати одним словом — адаптація. Клінічно можна спостерігати: посилення рухової активності, тахікардія, підвищення кількості дихальних рухів, спазм голосової щілини.

Згодом настає стан декомпенсації (зрив адаптації). Виснажується кора наднирників, клінічно можемо спостерігати брадикардію, зменшення рухової активності, аритмію, приглушення серцевих тонів. Зменшується хвилинний об'єм крові, розвивається колапс, гіповолемія, утворюються тромби і ДВЗ-синдром. Накопичений вуглекислий газ подразнює дихальний центр в довгастому мозку і плід починає дихати, аспіруючи все, що є в навколоплідних водах: кров, волосся, слиз. Що звичайно призводить до спонтанного пневмотораксу. Кисневе голодування є фактором розвитку багатьох неврологічних і нервово-психічних розладів: ДЦП, епілепсія та ін.

## Діагностика
До ранньої діагностики входять такі методи: УЗД, біохімічні та функціональні проби (фізичне навантаження, при цьому спостерігаємо зміни концентрацій газів в крові; теплові проби, при яких прикладають холод або тепло на область живота; введення атропіну чи окситоцину) дозволяють виявити компенсаторні здатності організму плоду, до появи кисневого голодування, безстресовий тест — дивляться на зміни в серцебитті при власних ворушеннях плода, фонографія та електрокардіографія, дослідження на наявність меконію в навколоплідних водах, дослідження кислотно-лужної рівноваги, амніоцентез, виявлять рівень плацентарних гормонів у сечі (дає можливість подивитись на стан плацентарно-маткового кровообігу).

## Лікування
Лікування народжених з асфіксією шляхом зменшення температури тіла покращує виживання. Якщо зменшити температуру тіла дітей з енцефалопатіями в перші 6 годин від народження, то є великий шанс на повне одужання хворої дитини.
Реанімувати новонароджених дітей з асфіксією 100 % киснем не проводиться, тому що це призводить до появи вільних радикалів у крові, які відіграють роль у реперфузії після асфіксії. Тому слід застосовувати звичайне повітря.